# Glossocalyx brevipes
Glossocalyx brevipes är en tvåhjärtbladig växtart som beskrevs av George Bentham. Glossocalyx brevipes ingår i släktet Glossocalyx och familjen Siparunaceae. Utöver nominatformen finns också underarten G. b. letouzeyi.